# River Ray (River Cherwell)
Der River Ray ist ein Wasserlauf in Buckinghamshire und Oxfordshire, England. Er entsteht nördlich von Quainton und fließt in westlicher Richtung. Zwischen Charlton-on-Otmoor und Oddington ist sein Hauptarm kanalisiert und wird als New River Ray bezeichnet. Der River Ray mündet am südlichen Rand von Islip in den River Cherwell.